# Granic (riu)
El riu Granic (grec antic: Γράνικος, llatí: Granīcus) o Biga Çayı (en turc) és un riu de la província de Çanakkale, a l'Àsia Menor, que neix al Mont Ida i desaigua a la Mar de Màrmara vora Karabiga, després de passar per Çan i Biga.
A l'antiguitat, el Granic tenia una divinitat associada, el déu fluvial Granic, descrit per Hesíode com a fill d'Ocèan i Tetis. Esteve de Bizanci en feia derivar el nom de Grec, fill de Tèssal. D'altra banda, era famós perquè fou escenari de la primera gran batalla en què Alexandre va derrotar els perses, la batalla del Granic (334 aC).